# Eberhardt Rechtin

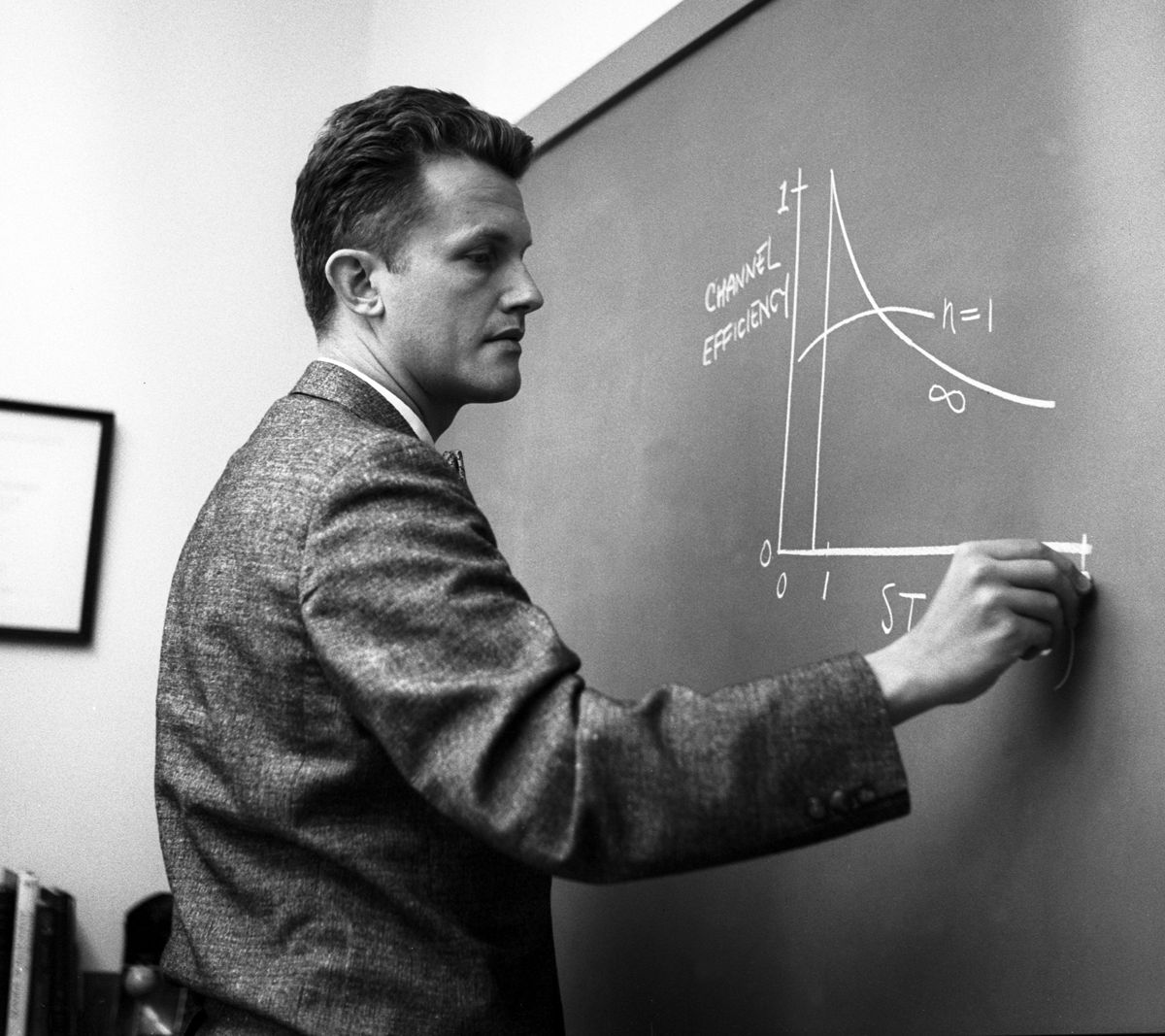
Eberhardt Rechtin in seiner Zeit am Jet Propulsion Lab

Eberhardt Rechtin (* 16. Januar 1926 in East Orange (New Jersey); † 14. April 2006 in Torrance) war ein US-amerikanischer Telekommunikations- und Systemingenieur und Manager. Er arbeitete insbesondere im Luftfahrt- und Raumfahrtsektor. Er gilt als Vater des Deep Space Network.
Rechtin diente im Zweiten Weltkrieg bei der US Navy und studierte am Caltech, an dem er 1950 in Elektrotechnik promoviert wurde. Ende der 1950er Jahre leitete er ein Team am Jet Propulsion Laboratory, das für die NASA das Deep Space Network entwickelte für die Kommunikation mit Satelliten in den Tiefen des Sonnensystems. Es ging Anfang der 1960er Jahre in Betrieb (mit Antennen in Kalifornien, Spanien und Australien) und diente auch der Übertragung der Fernsehbilder von der Mondlandung 1969. Es diente auch militärischen und Geheimdienst-Zwecken (Lokalisierung von Spionagesatelliten). 1967 wurde er Direktor der DARPA und 1972/73 war er Assistant Secretary for Defense für Telekommunikation. Später war er Chefingenieur von Hewlett Packard und danach bei der Firma Aerospace Corporation in El Segundo. 1987 wurde er Professor an der University of Southern California. Er war ein früher Proponent von Systemarchitektur als akademischer Disziplin.
1977 erhielt er die IEEE Alexander Graham Bell Medal.

## Schriften
- Systems Architecting, Creating and Building Complex Systems, Prentice-Hall 1991
- mit Mark W. Maier: The Art of Systems Architecting, CRC Press, 1997, 2000